# Portrait de jeune garçon (Le Pérugin)
Pour les articles homonymes, voir Portrait de jeune homme.
Le portrait de jeune garçon (en italien : Ritratto di giovane [ragazzo]) est une peinture du Pérugin, une huile sur bois (37 × 26 cm) datant de 1495, conservée à la Galerie des Offices à Florence.

## Histoire
Par le passé, la peinture a été  attribuée à de nombreux artistes parmi lesquels, Lorenzo di Credi, Viti, Jacopo Francia et Raphaël.
Giovanni Morelli a été le premier historien d'art à attribuer l'œuvre au Pérugin. Cette attribution a été soutenue, hors quelques exceptions, par la critique.
Il existe une copie de ce tableau à la Galerie Borghèse à Rome.

## Description
L'identité du personnage, qui pendant une longue période a été identifié comme étant Alessandro Braccesi, demeure inconnue.
Le jeune garçon est représenté en buste tourné des trois-quarts vers la gauche, la tête orientée vers les spectateurs qu'il regarde, sur un fond sombre.
Il est vêtu d'une casaque de couleur marron fermée au cou par un lacet, aux manches détachables selon la mode de l'époque.
Il porte une coiffe souple de la même couleur. Ses cheveux sont longs, encadrant le visage ; les grands yeux fixant intensément le spectateur ; le nez prononcé, les lèvres charnues et le menton rond. La tête légèrement inclinée sur le côté contribue à conférer un ton mélancolique à la composition.

## Analyse
Le portrait fait transparaître une certaine intensité expressive, avec une forte individuation physionomiste, en faisant  ressortir certaines particularités : Grands yeux, nez très prononcé, lèvres charnues, petit rond, cheveux longs.
La peinture est un exemple typique de la technique du Pérugin dans l'art du  portrait, capable de rendre une grande intensité physiognomonique et psychologique, très différente des personnages idéalisés, fantaisistes ou au regard absent d'autres compositions.
La composition se distingue par l'absence d'arrière-plan, fait rare pour le Pérugin.